# Diecezja południowo-zachodniej Ameryki
Diecezja południowo-zachodniej Ameryki – diecezja Malankarskiego Kościoła Ortodoksyjnego z siedzibą w Houston.
Została erygowana 1 kwietnia 2009. Obejmuje zachodnią część Stanów Zjednoczonych i Kanady.